# جورج جوزيف تراب
جورج جوزيف تراب هو سياسي كندي، ولد في 5 يونيو 1909، وتوفي في 25 نوفمبر 2002. انتخب عضو المجلس التشريعي من ساسكاتشوان.